# 翔香
翔香（しょうか、1月27日 - ）は、日本の女性声優。アーツビジョン所属。富山県富山市出身。旧芸名は岡本章子（おかもと しょうこ）。

## 来歴
中学生の頃に職業としての声優に憧れていた。富山県立富山中部高等学校卒業。大学時代は養成所に通っていたが、「プロでやれる実力はない」と思い、大手メーカーに就職していた。30歳を過ぎてから「形として残る仕事をしたい」と一念発起して会社を退職して、日本ナレーション演技研究所、映像テクノアカデミアに通っていた。以前は九プロダクションに所属していた。

## 人物
方言は富山弁。優しい澄んだ声色を持ち、特に「個性がない」と評されている。養成所時代は「声が細いから、この世界に向かない」と指摘されていた。その後は日々欠かさず発声練習をしており、仕事前は体調だけではなく精神面も充実させるように心掛けていた。2006年のインタビューでは「声が細い」と言われることはなくなったという。
趣味・特技は香水収集、インテリアショップ巡り、絵本セミナー。

## 出演作品

### テレビアニメ
- しましまとらのしまじろう（モグラの母）
- 剣風伝奇ベルセルク（1997年、貴婦人A）
- LEGEND OF BASARA（1998年、村人、座員、子供）
- GREGORY HORROR SHOW（1999年、グレゴリーママ）
- NARUTO -ナルト-（2004年、琴姫）

### OVA
- B'T-X NEO（1997年、兵士B）

### ゲーム
- あいたくて… 〜your smiles in my heart〜（2000年、町田松子）
- GREGORY HORROR SHOW ソウルコレクター（2003年、グレゴリーママ）
- もっと脳を鍛える大人のDSトレーニング（2005年）

### 吹き替え

#### 映画
- エディ&マーティンの逃走人生（デイジー）
- オレゴン魂
- ゴージャス
- ゴースト・オブ・ミシシッピー
- 聖なる嘘つき（ローザ：ニーナ・シマーシュコ）
- ダーク・ハーフ ※テレビ東京版
- タイタニック（トゥルーディ・ボルト〈エイミー・ガイパ〉）※ソフト版
- ドロップ・ゾーン ※テレビ朝日版
- 肉の鑞人形（ジョルジーナ：ヴァレリー・ヴァルモンド）
- ネバーエンディング・ストーリー（ローラ・バックス）
- バトルランナー（ブレンダ〈カレン・リー・ホプキンス〉）※DVD版
- パンチドランク・ラブ
- バンディッツ（ルートヴィッヒ：アンドレア・サバスキ）
- ビッグムービー（ファラ）
- 見知らぬ乗客（アン〈ルース・ローマン〉）  ※PD版
- ミリオンダラー・ホテル
- メラニーは行く!
- 48時間PART2/帰って来たふたり ※日本テレビ版
- ラッシュアワー
- ラッシュアワー2
- ワン・ナイト・スタンド（ミッキー）

#### ドラマ
- ER緊急救命室
- Xファイル
- 24 -TWENTY FOUR-（シーズン1）
- バーナビー警部
- 4400 未知からの生還者（スーザン）
- ホミサイド/殺人捜査課（レネ・シェパード）
- 名探偵モンク4 #6

#### アニメ
- シルベスター&トゥイーティー ミステリー

### 舞台
- 頭痛肩こり樋口一葉（樋口一葉）